# 2006年瓦哈卡州抗议

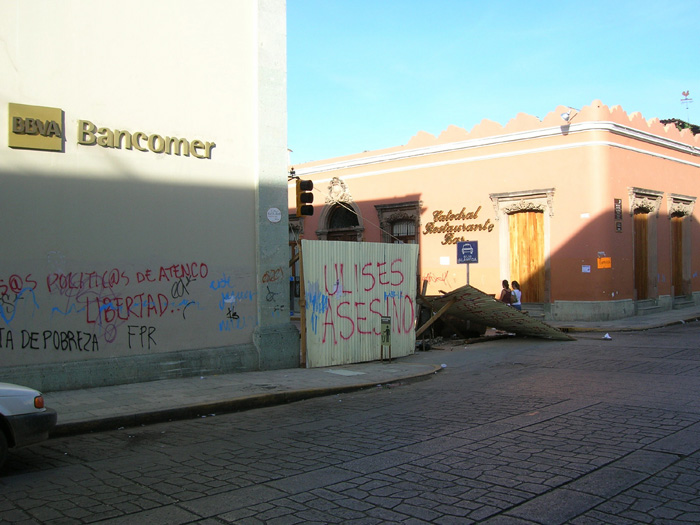
2006年6月，瓦哈卡人民大会在瓦哈卡州中部设置的路障和涂鸦。

2006年瓦哈卡州抗议是墨西哥瓦哈卡州於2006年爆發的一場衝突。此次衝突持续7个多月，导致至少17人死亡，首府瓦哈卡一度被瓦哈卡人民大会占领。冲突始于2006年5月，当时警方对当地教师工会罢工中的和平抗议者开火，导致事态升级。随后，这场冲突演变为瓦哈卡人民大会与瓦哈卡州州长乌利塞斯·鲁伊斯·奥尔蒂斯之间的大規模对抗。抗议者要求奥尔蒂斯下台，并指控他犯有政治腐败和镇压行为。包括国际人权观察者在内的多方报告指责墨西哥政府使用处决小队草率处决，甚至违反《日内瓦公约》有关禁止攻击和射杀救治伤者的无武装医护人员的规定。一位人权观察者称，警方暴力导致超过27人丧生。死者中包括美国记者布拉德·威尔。